# Schaiba-Eisarena
Die Schaiba-Eisarena (russisch Ледовая Арена «Шайба») ist eine Multifunktionsarena im russischen Adler, Stadtkreis Sotschi. Die Arena war neben dem Bolschoi-Eispalast Austragungsort der Eishockeywettbewerbe bei den Olympischen Winterspielen 2014.

## Beschreibung
Schaiba bezeichnet in der russischen Sprache das Spielgerät im Eishockey, den Puck. Die Arena wurde 2013 fertiggestellt. Als Testwettkämpfe im Vorfeld der Olympischen Winterspiele wurden die Eishockey-Weltmeisterschaft der U18-Junioren 2013 sowie ein Vier-Länderturnier in Sledge-Eishockey im August und September 2013 durchgeführt.
Neben Gruppenspielen der olympischen Eishockeyturniere 2014 wurde in der Schaiba-Arena auch der Sledge-Eishockey-Wettbewerb der Winter-Paralympics 2014 ausgetragen.
Ursprünglich sollte die Errichtung der Arena 27,2 Millionen US-Dollar kosten, derzeit wird von Baukosten in Höhe von 35,5 Millionen US-Dollar ausgegangen. Nach dem Ende der Paralympics sollte die Arena abgebaut und in einer anderen russischen Stadt wieder aufgebaut werden. Kandidaten dafür waren Krasnodar und Nischni Nowgorod. Der Abbau ist jedoch nicht erfolgt. Im Juli 2014 wurde in der Arena ein "Allrussisches Kindersport- und Fitnesszentrum" eröffnet.